# Petre Mszwenieradze
Petre Mszwenieradze, gruz. პეტრე მშვენიერაძე (ur. 24 marca 1929 w Tyflisie, zm. 3 czerwca 2003 w Moskwie) – radziecki i gruziński piłkarz wodny, dwukrotny medalista olimpijski.
Brał udział w trzech igrzyskach (IO 52, IO 56, IO 60), na dwóch zdobywał medale. W 1956 reprezentanci ZSRR zajęli trzecie miejsce, cztery lata później byli drudzy. Był brązowym medalistą mistrzostw Europy w 1958, srebrnym w 1962. Występował w barwach moskiewskiego Dynama.
Jego dwaj synowie także byli olimpijczykami. Giorgi zdobywał medale w 1980 i 1988.
Wzrost 186 cm.